# بلقیس ۵۸۵
سیارک ۵۸۵ (به انگلیسی: 585 Bilkis، نامگذاری:1906TA) پانصد و هشتاد و پنجمین سیارک کشف شده‌است که در ۱۶ فوریه ۱۹۰۶ و در هایدلبرگ کشف شد.
قدر مطلق سیارک برابر ۱۰٫۴۰ است.